# Proteomika

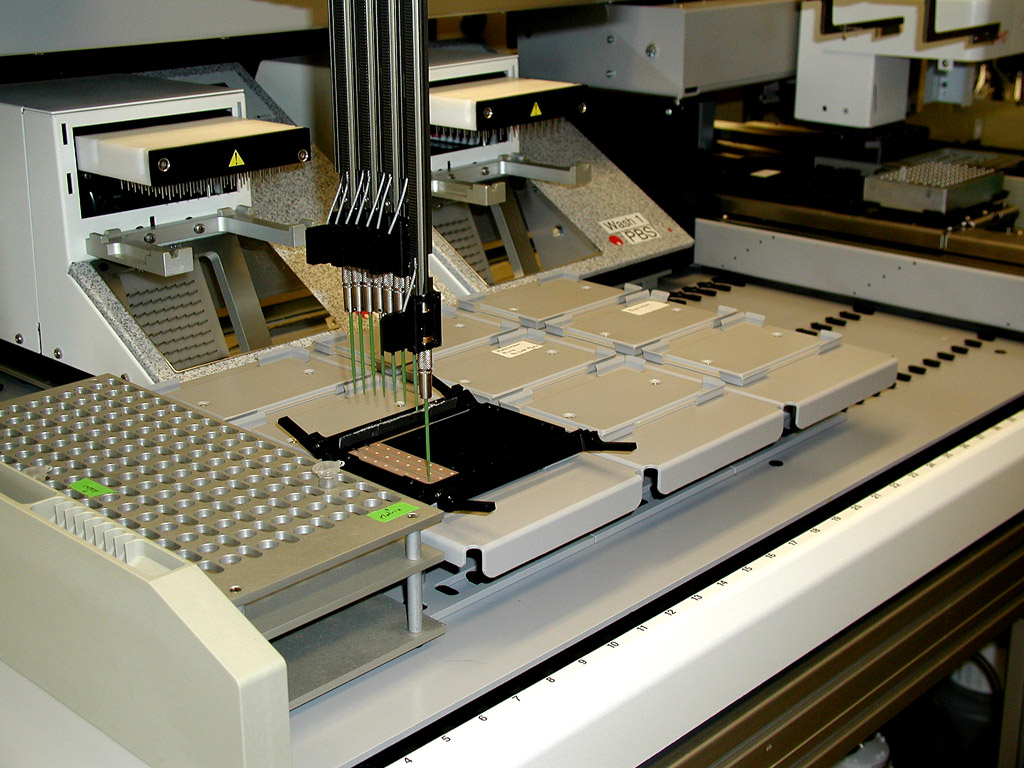
Robotická příprava vzorku pro MALDI - měření hmotnostní spektrometrií.

Proteomika je vědecká disciplína zabývající se hromadným studiem proteinů a jejich vlastností, především struktury a funkce. Jedná se o komplexní pohled na problematiku - spíše než studiem jednotlivých proteinů se proteomika zabývá vlastnostmi celých skupin s různými společnými vlastnostmi. Cílem proteomiky je také stanovit proteom studovaných organismů, tedy soubor všech proteinů ve všech formách, které se v organismu nacházejí ve všech obdobích jeho života. Studiem změn exprese proteinů v buňkách vzhledem k různým okolnostem a studiem reakcí proteinů mezi sebou proteomika také výrazně přispívá k hledání metabolických drah, k vývoji léčiv či ke studiu biomarkerů. Proteomika často pracuje s enormními objemy dat, proto hojně využívá metody bioinformatiky.

## Oblasti působení proteomiky
- Hledání proteinů a jejich forem v organismech
- Určování struktury proteinů
- Měření rozdílů v expresi proteinů mezi buňkami
- Měření změn exprese proteinů v buňce v závislosti na čase
- Měření změn exprese proteinů v buňce způsobených reakcí na prostředí či na nějakou látku (např. léčivo)
- Studium posttranslačních úprav proteinů
- Studium reakcí mezi proteiny

## Komplexita výzkumu
Proteomika je velmi komplexní problém. Je to způsobeno především těmito fakty:
- Proteom je rozsáhý (v lidském těle se vyskytuje dle odhadů přes 100000 proteinů).
- Proteiny podléhají degradaci, tedy mají i v prostředí buňky jen omezenou životnost.
- Proteiny se vyskytují ve více formách. Podléhají takzvaným posttranslačním úpravám, tedy fosforylaci, ubiquitinaci, metylaci, glykosylaci, oxidaci a dalším. Jediný protein se může v jedné buňce v průběhu času nebo i v jediném okamžiku vyskytovat v několika formách z nichž každá může vzniknout kombinací několika těchto úprav.
- V rámci jednoho organismu se v různých buňkách vyskytuje i výrazně jiná množina proteinů.
- V průběhu času a v závislosti na podmínkách se exprese proteinů (druhově i kvantitativně) i v rámci jediné buňky mění.
- mRNA podléhá po transkripci (u eukaryot) alternativnímu sestřihu, navíc ne všechna mRNA je translatována, proto se odvozením z informací o genomu dají získat jen omezené informace o proteomu.
- Proteiny mohou být velmi náchylné na změny prostředí, což klade další velké nároky na laboratorní testy.

## Laboratorní metody používané v proteomice
- Elektroforéza (speciálně SDS-PAGE a 2D gely)
- Hmotnostní spektrometrie a její formy (MALDI, ESI)
- Hybridizační metody využívající vazbu na protilátky (proteinové microarray čipy, imunoafinitní chromatografie)